# Una altra democràcia és possible
Una altra democràcia és possible (UADEP) fou un moviment social que tenia com a principal objectiu la denúncia del sistema democràtic a l'Estat espanyol. Els seus membres estaven en desacord amb les característiques de la democràcia representativa per la qual es regeixen la majoria dels països occidentals, i consideraven que calia continuar avançant cap a altres variants amb major capacitat de decisió als ciutadans, com la democràcia participativa o la democràcia directa.
La iniciativa sorgeix a principi dels 2000s fruit de la reflexió d'un grup d'activistes, majoritàriament de l'àrea de Barcelona, com ara Quim Gil.
Es van presentar a les eleccions municipals espanyoles de 2003 a diferents poblacions com ara Alcoi, Barcelona, Còrdova, Granada, Madrid, Màlaga, Oviedo, Santa Coloma de Gramenet i Santiago de Compostel·la sense obtenir representació.
Diferents agrupacions, com la de Sabadell, van obrir llocs web per recollir propostes per al seu programa electoral.
La junta electoral de Sabadell havia inicialment prohibit el seu logotip, finalment acceptant-lo, per incloure una butlleta llençada a un inodor.